# Отель «Шевалье»
«Отель „Шевалье“» (англ. Hotel Chevalier) — короткометражный фильм Уэса Андерсона, выпущенный в 2007 году. Джейсон Шварцман и Натали Портман сыграли роли двух бывших любовников, которые снова встретились в Париже, в отеле «Шевалье». Картина является прологом к фильму «Поезд на Дарджилинг», в ней показываются события, произошедшие с Джеком, одним из главных героев этого фильма, перед его поездкой в Индию.
Съёмки «Отеля „Шевалье“» были оплачены самим Андерсоном и проходили в Hôtel Raphaël в Париже, в 2005 году при участии съёмочной команды из 15 человек. Актёры согласились работать бесплатно. Фильм был впервые представлен на «Венецианском кинофестивале» 2 сентября 2007 года, а затем в магазинах Apple Store в четырёх городах США: Нью-Йорке, Чикаго, Сан-Франциско и Санта-Монике 25 сентября того же года, на следующий день картина была выложена на iTunes Store, где она была доступна для бесплатной загрузки в течение месяца, за это время фильм успели скачать более полумиллиона раз.

## Сюжет
Всё действие фильма происходит в отеле, большей частью в одном гостиничном номере.
Некий постоялец гостиницы, облачённый в жёлтый халат, лежит на кровати в своём номере, смотрит чёрно-белый военный фильм «Лагерь для военнопленных № 17» и читает газету. После того, как он заказывает в номер еду, ему поступает звонок от женщины, чей голос он узнаёт. Она говорит ему, что едет к нему из аэропорта и хочет узнать, в каком номере он проживает, так как консьерж отказался сообщить ей это. Несмотря на то, что её визит оказывается для него неожиданным, он разрешает ей приехать, а затем пытается быстро прибраться в номере, набирает воду в ванну, надевает костюм и включает песню Питера Сарстедта «Where Do You Go To (My Lovely)?».
Вскоре раздаётся стук в дверь, он впускает её, она спрашивает, что за музыка здесь играет и, не получив ответа, входит и дарит ему букет цветов. На вопрос «Как ты меня нашла?» она отвечает, что «это было не так уж сложно». После того как она осматривает номер, завязывается беседа, в которой женщина спрашивает его, как долго он здесь живёт, он отвечает, что уже больше месяца и что пытался сбежать от их отношений. Они ложатся на кровать и смотрят друг на друга до тех пор, пока их не прерывает стук в дверь: доставка заказанной еды.
Оставшись снова вдвоём, они страстно целуются, мужчина раздевает женщину, замечает синяки на её теле и спрашивает, откуда они взялись, но она никак не комментирует это. Они продолжают, затем она говорит ему, что если они займутся сексом, то утром она будет чувствовать себя ужасно, что она не хочет потерять его дружбу, что она любит его и никогда не хотела причинить ему боль. Он говорит ей, что никогда не будет её другом. Оба, обнимаясь, лежат молча.
Песня «Where Do You Go To (My Lovely)?» начинает играть снова, мужчина предлагает женщине показать «его» Париж. Она, полностью обнажённая, стоит, опираясь на тумбочку, он подходит к ней сзади и набрасывает на неё жёлтый халат, после чего они выходят на балкон и смотрят на здание, стоящее напротив. Он даёт ей зубочистку, они стоят несколько секунд на балконе, а затем снова уходят внутрь.

## Производство
Андерсон впервые связался со Шварцманом и Портман по поводу будущего фильма в 2005 году. До этого Шварцман и Андерсон уже работали вместе над картиной «Академия Рашмор» (1998), а также два месяца жили вместе в квартире Шварцмана в Париже перед началом работы над «Шевалье». Портман была приглашена после того, как режиссёр получил адрес её электронной почты от Скотта Рудина, продюсера фильма «Близость» (2004), в котором она снималась. Андерсон самостоятельно финансировал производство фильма, при этом оба актёра согласились сниматься бесплатно. Съёмки проходили в отеле «Hôtel Raphaël» в Париже, который ранее уже был использован как съёмочная площадка для фильмов «Любовь в Париже» (1997) и «Вандомская площадь» (1998). Фильм был снят командой из 15 человек на 35-мм киноплёнку Kodak и камеру Panavision с использованием реквизита из квартиры Андерсона. На съёмку фильма ушло два с половиной дня, а затем ещё неделя на монтаж, который был произведён на компьютере режиссёра. Несмотря на то, что в фильме был задействован гардероб от Марка Джейкобса и чемодан ручной работы от Louis Vuitton, режиссёр сообщил, что это было всё равно, что снимать студенческий фильм.
Первоначально Андерсон не задумывал фильм как пролог к другому, предполагалось, что это будет самостоятельный короткометражный фильм, однако вскоре после начала съёмок ему показалось, что герой Шварцмана имеет очень близкое сходство с одним из протагонистов его будущего фильма, над сценарием к которому он в тот момент работал. Производство этого фильма, который был назван The Darjeeling Limited («Поезд на Дарджилинг»), началось в следующем, 2006 году. Действие в «Шевалье» происходит за две недели до того, как герой Шварцмана (Джек Уитмен, в полнометражном фильме) присоединяется к двум своим братьям в Индии в «Поезде на Дарджилинг». Диалог между персонажами в конце «Шевалье» пересказывается Джеком своим братьям в конце полнометражного фильма в виде отрывка из рассказа, который он сочинил. Портман также появляется в виде камео в полнометражном фильме.
Fox Searchlight Pictures, студия, участвовавшая в производстве «Поезда на Дарджилинг» и являющаяся дистрибьютором фильма, заявила, что ничего не знала о короткометражном фильме до тех пор пока полнометражный не был закончен и не имеет никакой финансовой заинтересованности в нём.

### Премьера
«Когда всё было уже сделано, я не хотел включать короткометражный фильм в полнометражный. Но я также не мог решить как он тогда должен показываться. Иногда мне хотелось чтобы его показывали перед полнометражным фильмом, но не всегда. Иногда я предпочитал смотреть фильм без короткометражного. Это стало головоломкой для меня. Наконец я решил, что в Америке фильм должен показываться без короткометражного, но зрители всегда должны иметь доступ к нему, если захотят увидеть его первым». 
Уэсс Андерсон в октябре 2007 года в интервью газете Бостонский Феникс
Фильм был показан в рамках премьеры полнометражного «Поезда на Дарджилинг» на «Венецианском кинофестивале» 2 сентября 2007 года, а также получил свою собственную премьеру в Apple Store в четырёх городах США: Нью-Йорке, Чикаго, Сан-Франциско и Санта-Монике 25 сентября того же года. Андерсон, Шварцман и Портман присутствовали на премьере в Нью-Йорке в Сохо, после того, как пообщались с аудиторией в форме «вопрос—ответ». На следующий день фильм был выложен на iTunes Store для бесплатного скачивания. 28 сентября он предшествовал показу полнометражного фильма на открытии Нью-Йоркского кинофестиваля 2007 года.
В пресс-релизе, выпущенном перед премьерой, картина описывается как «краткая кода к обречённому роману и пролог к „Поезду на Дарджилинг“».
Фильм был убран из iTunes после месяца бесплатного доступа к нему. Однако ещё до того, как релиз в iTunes успел состояться, он был отвергнут колумнистом USA Today Сьюзан Влощиной, которая написала, что ему суждено быть лишь «сноской», «развлечением для аппетита». Тем не менее, фильм получил признание и был скачан более полумиллиона раз за время его пребывания в iTunes Store. После этого его показывали только в кинотеатрах как пролог к полнометражной картине.
В октябре 2007 года The New York Times сообщила, что Fox Searchlight Pictures, одна из создателей и дистрибьютор «Поезда на Дарджилинг» намеревается выдвинуть «Шевалье» на участие в церемонии вручения премии «Оскар» в номинации «Лучший игровой короткометражный фильм», однако картина так и не появилась среди номинированных фильмов того года. В 2008 году он был включён в качестве дополнения к DVD-версии полнометражного фильма, а сценарий Андерсона к «Шевалье» был включён в зимний выпуск литературного журнала Zoetrope: All-Story 2007 года.

## Реакция критиков
Помимо того, что «Шевалье» стал одним из самых обсуждаемых короткометражных фильмов года, он также получил благосклонные отзывы критиков. Гэри Сасмэн из Entertainment Weekly описал фильм как «изысканную короткую историю, из которой мы узнаём немного, но достаточно, для того, чтобы понять что это за персонажи», добавив также, что хоть Андерсон и работает здесь в своём обычном стиле «кукольного домика», но форма и длина тут действительно подходят друг другу. Арманд Уайт из New York Press оценил картину как «волнующую и неподдельно современную». Фильм привлёк некоторое внимание к обнажённой сцене с персонажем Натали Портман, а также к её покрытому синяками телу. Портман выразила своё разочарование по поводу того, что больше половины всех ревью сфокусированы на наготе. Этот эпизод заставил актрису пересмотреть свои взгляды на обнажённые сцены в фильмах, впоследствии она вовсе отказалась когда-либо сниматься обнажённой в кино.
Игру Портман высоко оценил Ричард Корлисс, ведущий кинокритик журнала TIME, и сообщил, что ему хотелось бы, чтобы её роль в «Дарджилинге» была больше. В полнометражном фильме, по его мнению, не было той чувствительности и остроумия, что были в «Шевалье». Стефани Закарек из Salon согласилась, заявив, что «нераскрытая история в Отеле „Шевалье“ в 10 раз более интересна и бесконечно более богата, чем та, что рассказана полностью в „Поезде на Дарджилинг“» и назвала короткометражный фильм «очень близким к совершенству». Дэнни Ли, колумнист The Guardian предположил, что ограниченный по времени формат короткометражного фильма как нельзя лучше подходит Андерсену, чей невыразительный юмор, а также своеобразная сценография и вкус в выборе саундтрека успевают утомить зрителей к концу полнометражного фильма. Энтони Скотт из The New York Times назвал картину «маленьким драгоценным камнем», по сравнению с растянутым полнометражным фильмом и написал, что он стоит того, чтобы его посмотреть не только потому, что он рассказывает часть истории братьев Уитмен, но и потому, что сам является почти идеальной квинтэссенцией загадочных, волнующих и даже раздражительных талантов Андерсона.